# KANASA (歌手)
KANASA（カナサ、1984年〈昭和59年〉5月2日 - ）は、日本の女性歌手、作詞家、ラッパー、振付師、ボイストレーナー。兄妹バイリンガル音楽ユニット・bless4（ブレスフォー）のメンバー（長女）。アメリカ合衆国ユタ州出身。沖縄県育ち。本名は川満 オードリー 愛（かわみつ オードリー かなさ）。所属事務所は川満アート・テイメント。

## 来歴
出生はアメリカ合衆国で日本人の両親を持つ。多国籍のメンバーで構成されたパフォーマンス集団『フライング・ドラゴン』を結成（現：bless4メンバー含む）。全米各地のイベントに出演するようになる。
1997年11月、一家が沖縄県へ移住。沖縄を中心に『飛龍（ひりゅう）インターナショナル』（bless4の旧名）名義でチャリティーイベント等に出演。1999年 - 2001年まで『ストップ・エイズ』イメージキャラクターとしてメンバーと活動する。

### メジャーデビュー
- 2003年5月7日、bless4としてシングル「Good Morning! Mr.Sunshine」でBMG JAPANよりメジャーデビュー[4]。以降のbless4としての活動はそちらの項を参照。
- 2020年5月2日、自身初の配信ライブ『KANASA Birthday Party!』を公開。
- 2021年3月1日、個人名義でのX（旧Twitter）を開設（@KANASA_bless4）。

### ソロデビュー
- 2021年6月7日、BEMANI PRO LEAGUE 2021のテーマソングとして歌唱・作詞を担当した「Winner's Proof」[5]にてソロデビューを果たす[6]。以降も同eスポーツ大会に楽曲を提供している。
- 2022年12月3日、自身初となるワンマンライブ『My First』を開催[7]。同月10 - 13日にかけ、ZAIKOより有料オンライン配信もなされた。
- 自身初となる1stソロシングルをリリース予定。

## 人物
身長160cm、血液型B型。
bless4でのイメージカラー：    黄
父親は世界平和親善画家のHARU川満。実妹はアニソン歌手としてソロで活躍しているbless4メンバーのAKINO from bless4。
bless4の副リーダーであり、主に作詞・ラップを担当している。bless4の他に、AKINO with bless4の楽曲にも作詞提供をしている。
アメリカ在住時代、アリゾナ州 ミスティーン・ファイナリストに選出された経歴がある。
プライベートでは松澤由実、MIZUKI、桃知みなみ、米倉千尋らとの親交があり、X（旧Twitter）やブログに写真をアップしている。

### 特技・嗜好
- テコンドーを習得しており、12歳の部でアリゾナ州テコンドーチャンピオンとなっている[10]。また、沖縄県の腕相撲大会で優勝した経験もある[11]。あまりの強さに実弟のAIKIは、「（自身が）17歳になるまで腕力で勝てなかった」と述べている[12]。

- ケーキなどのスイーツ作りが得意である。自宅に友人を招き一緒に作ることもある。AKINOいわく、イタリア料理も得意とのこと[13]。
- 2023年、ダイビングライセンスを取得する。

### 人柄
- 実兄であるbless4メンバー・AKASHIからは、「皆から天使のように思われているのですが、実ははっきりした性格。怖がらずになんでもチャレンジするタイプ」と評されている[14]。
- AKINOからは、「私達（bless4）の中で1番、外国人っぽい性格」と評されている[15]。
- 落ち込むことがある際は、自身で落ち込む時間を決め、その後しっかりと対策を練るという[16]。

### ファンクラブ
『YTTコミュニティ』
bless4公式コミュニティ

## ディスコグラフィ

### シングル
| #   | 発売日 | タイトル | 規格品番 | 名義               |
| --- | ------ | -------- | -------- | ------------------ |
| 1st | 未定   | 未公表   |          | KANASA from bless4 |

### 歌手参加作品
| 発売日         | 商品タイトル                                                                   | 規格 | 参加アーティスト     | 楽曲                                | 備考                                |
| -------------- | ------------------------------------------------------------------------------ | ---- | -------------------- | ----------------------------------- | ----------------------------------- |
| 2016年8月12日  | アニジョ! One Night カーニバル☆                                                | CD   | KANASA from bless4他 | 「アニジョ! One Night カーニバル☆」 | アニソン女子部CD（ラップ参加）      |
| 2022年3月16日  | beatmania IIDX 29 CastHour Original Soundtrack                                 | CD   | KANASA from bless4他 | 「Winner's Proof」                  | BEMANI PRO LEAGUE 2021 テーマソング |
| 2023年10月14日 | BEMANI PRO LEAGUE -SEASON 3- beatmania IIDX EP <beatnation DIRECTOR'S EDITION> | CD   | KANASA from bless4他 | 「Note Highway」                    | イベント・チケット特典              |

### 作詞提供
- AKINO with bless4
- AMW（Athletic Music Warriors）
- 川満ファミリー
- Kinoko蘑菇 & 夏铜子
- bless4

### 振り付け提供
- AKINO with bless4
- もふる×クロス[17]
- MofruRock
- ラストチャンス

## 講師としての活動
2014年3月、所属グループ・bless4と共に神奈川県麻生区にエンターテインメントアカデミー『アスレチック・ミュージック』を開校。歌手活動と並行し、講師としても活動をはじめた。メンバーは講師としてそれぞれ役割を担っており、KANASAは主に生徒達のダンスレッスンを担当している。
過去には松澤由実などのアーティストもスクールでKANASAから指導を受けている。近年ではボイストレーナーとして、他アーティストのスタッフ・クレジットに名を連ねている。
※KANASAが指導をしたアーティスト（表記：50音順）
- あゆタロウ
- AMW（Athletic Music Warriors）
- CheeRz＊
- 新世界ギルドール
- 平井善之
- 松澤由実
- もふる×クロス
- MofruRock
- ラストチャンス

## ライブ／出演
この項目は、『KANASA from bless4』名義で参加・出演をしたライブ・イベントのみの記載とする。

### ワンマンライブ
| # | 開催日        | 形態       | タイトル                 | 会場           | 名義 |
| - | ------------- | ---------- | ------------------------ | -------------- | ---- |
| 1 | 2022年12月3日 | 単発ライブ | 『My First』             | bless4スタジオ |      |
| 2 | 2023年5月20日 | 単発ライブ | 『サンキュー』           | bless4スタジオ |      |
| 3 | 2023年12月2日 | 単発ライブ | 『Ⅰ♡アイ♡愛』            | bless4スタジオ |      |
| 4 | 2024年7月6日  | 単発ライブ | 『KANASA BIRTHDAY LIVE』 | bless4スタジオ |      |
| 5 | 2024年12月1日 | 単発ライブ | 『Call Me!』             | bless4スタジオ |      |
| 6 | 未定          | 単発ライブ | 『４ever』               | bless4スタジオ |      |

### 配信ライブ
- KANASA Birthday Party!（2020年5月2日）
- BPL 2021 2nd Stage（2021年9月11日）
- BPL 2021 セミファイナルステージ（2021年9月20日）
- BPL 2021 FINAL STAGE 決勝大会 APINA VRAMeS vs ROUND1（2021年10月2日）
- My First（2022年12月10 - 13日）
- サンキュー（2023年6月3 - 10日）[19]
- KANASA デビュー２周年配信（2023年6月7日）
- Ⅰ♡アイ♡愛（2023年12月16 - 23日）[20]
- KANASAお誕生日会（2024年5月2日）[21]
- KANASA BIRTHDAY LIVE（2024年7月20 - 27日）[22]
- Call Me!（2024年12月28 - 翌月4日）[23]

### 合同・参加ライブ
2010年
- ANIMAX MUSIX FALL 2010 - 第2部（11月3日 / 横浜アリーナ）[注 1]

2019年
- 50th Anniversary 堀江美都子 Birthday LIVE 2019（3月10日 / Motion Blue YOKOHAMA）

2022年
- 浦和美園×絶品グルメ☆ピクニック祭り with ZEPPIN☆FES2022 - MOMOCHI FES！（7月18日 / 浦和美園4丁目公園）[24]
- 服の交換会 ファッションショー（9月12日 / 新宿マルイ）
- BEMANI PRO LEAGUE -SEASON 2- × EDP 2022（10月15日 / 東京ドームシティ）

2023年
- BEMANI PRO LEAGUE -SEASON 3- beatmania IIDX ファイナル × EDP 2023（10月14日 / 品川インターシティホール）[25]

2024年
- アップサイクルフェス2024（8月17 - 18日 / 川崎市コンベンションホール）[26]
- AKABANE SONIC 2024（8月24日 / 北國新聞 赤羽ホール）[27]

2025年
- KANASA誕生日会（5月10日 / bless4スタジオ）
- 僕の地獄に音楽は絶えない（6月28日 / Veats Shibuya）
- アップサイクルフェス2025（8月16 - 17日 / 川崎市コンベンションホール）

### テレビ出演
詳しくは『bless4テレビ番組』のページを参照

### YouTube出演
| 公開日         | チャンネル       | リンク |
| -------------- | ---------------- | ------ |
| 2020年10月2日  | 柿生中央商店会   | 動画01 |
| 2022年2月12日  | KAT-TV           | 動画01 |
| 2022年8月13日  | KAT-TV           | 動画02 |
| 2022年9月10日  | KAT-TV           | 動画03 |
| 2022年10月8日  | KAT-TV           | 動画04 |
| 2022年11月12日 | KAT-TV           | 動画05 |
| 2023年1月14日  | KAT-TV           | 動画06 |
| 2023年2月11日  | KAT-TV           | 動画07 |
| 2023年3月11日  | KAT-TV           | 動画08 |
| 2023年4月8日   | KAT-TV           | 動画09 |
| 2023年6月11日  | KAT-TV           | 動画10 |
| 2023年7月8日   | KAT-TV           | 動画11 |
| 2023年8月12日  | KAT-TV           | 動画12 |
| 2023年9月9日   | KAT-TV           | 動画13 |
| 2023年11月11日 | KAT-TV           | 動画14 |
| 2023年12月9日  | KAT-TV           | 動画15 |
| 2022年9月8日   | bless4チャンネル | 配信01 |

### ラジオ
- かわさきDOWNSTREAM（2024年4月30日 / かわさきFM）[28]

### ゲーム
- リズムゲーム『beatmania IIDX』（2021年）
  - 「Winner's Proof ft. KANASA from bless4」IN
- リズムゲーム『beatmania IIDX INFINITAS』（2024年）
  - 「Note Highway ft. KANASA from bless4」IN

## タイアップ
| タイトル       | タイアップ                                         | 年     |
| -------------- | -------------------------------------------------- | ------ |
| Winner's Proof | KONAMI主催『BEMANI PRO LEAGUE 2021』テーマソング   | 2021年 |
| Note Highway   | KONAMI主催『BEMANI PRO LEAGUE -SEASON 3-』EDテーマ | 2023年 |